# アルデアルド・ドルネー
アルデアルド・ドルネー（フランス語：Aldéarde d’Aulnay, 935年 - 1020年）またはイルドガルド・ドルネー（フランス語：Hildegarde d'Aunay）は、オルネー副伯カドゥロン1世（915/20年 - 987年）と初婚の妻セネグンド・ド・マルシヤックの一人娘で第三子にあたる。

## 生涯
トゥアール副伯エルベール1世（ポルトガル語版）と結婚し、971年に教会を創建した。
980年、アルデアルドは当時不倫関係にあった夫の君主アキテーヌ公ギヨーム4世の妃エマ・ド・ブロワに嫉妬され、苛烈な制裁を受けた。
最初は乗馬中のエマに遭遇した際、アルデアルドは馬の蹄で踏みつけられそうになり、次にエマは自分の側近である男達にアルデアルドを凌辱するよう命じた。
一説で、アルデアルドがエマにより目を抉られた話が伝わっている。
伝わる所によれば、後の988年には長期の争いを経てエマと和解したギヨーム4世により、アキテーヌを追われている。

## 結婚と子女
初婚の夫トゥアール副伯エルベール1世（987年没）と956年以降に結婚し、以下の5男に恵まれた。 
- エメリー3世（? - 1000年以前） - トゥアール副伯
- サヴァリー3世 - トゥアール副伯
- ラウル1世（1014/5年没） - トゥアール副伯
- ティボー
- ジョフロワ

エルベール1世との死別後、2人目の夫タイユフェル家のアングレーム伯アルノー1世マンゼ（庶子伯、989/91年没）（イタリア語版）と988年5月13日まで結婚していた。アルノー1世にとってもアルデアルドは2人目の妻であった。2人の間に子女はなかった。